# 建興 (成漢)
建興（けんこう）は、五胡十六国時代、成漢の君主李雄の治世で使用された元号。304年10月 - 306年6月。

## 西暦・干支との対照表
| 建興 | 元年  | 2年   | 3年   |
| 西暦 | 304年 | 305年 | 306年 |
| 干支 | 甲子  | 乙丑  | 丙寅  |